# Guido da Polenta

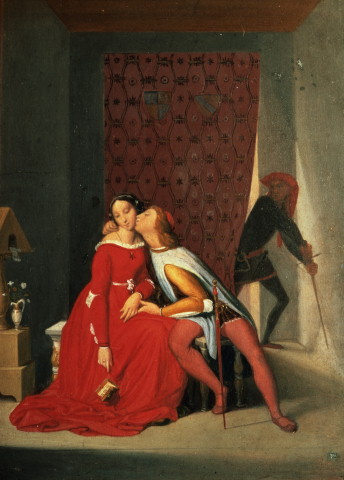
Gianciotto découvrant l'adultère de Paolo et Francesca par Jean Auguste Dominique Ingres

 Guido da Polenta, « Guido il Vecchio » (Le vieux). (Ravenne, avant 1275  – v. 1297), est un homme politique italien.

## Biographie
Guido da Polenta  est le chef de famille des Da Polenta, nom issu de la frazione Polenta di Bertinoro, près de Forlì dont est issue la famille.
Guido avait pris la seigneurie de Ravenne en 1275 et est cité indirectement à diverses reprises par Dante Alighieri dans la Divine Comédie.
Guido était le père de Francesca et afin de renforcer l'alliance avec les Malatesta de Rimini il donna sa fille comme épouse à Giovanni Malatesta dit Gianciotto, le fils boiteux du Seigneur de Rimini Malatesta da Verucchio. Francesca tomba amoureuse de son beau-frère Paolo Malatesta et quand leur relation fut découverte par Gianciotto Malatesta ils furent punis par un double homicide.
Malgré cet épisode, l'alliance entre les familles Da Polenta et Malatesta ne fut pas remise en cause et fut même probablement renforcée par une sorte d'omerta car les archives ne comportent aucune mention de l'adultère et de l'homicide qui s'ensuivit.

## Divine Comédie
Dante Alighieri dans la Divine Comédie cité indirectement à diverses reprises Guido da Polenta.
Dans l'Enfer (XXVII) le poète dit de Ravenne « che sta come stata è molt'anni », faisant allusion que la ville était sous la domination des De Polenta depuis 25 ans.
L'épisode le plus célèbre qui le concerne est celui du chant V lorsque Dante rencontre Paolo et Francesca.

« Je commençai : Poète, volontiers parlerai-je à ces deux qui vont ensemble et paraissent si légers au vent. Et lui à moi : « Attends un peu qu’ils soient plus près de nous ; prie-les alors par cet amour qui les emporte, et ils viendront... »

## Sources
- (it) Cet article est partiellement ou en totalité issu de l’article de Wikipédia en italien intitulé « Guido da Polenta » (voir la liste des auteurs).